# Reinhard Redhardt
Reinhard Redhardt (* 11. März 1921 in Schlüchtern; † 7. Mai 2013 in Darmstadt) war ein deutscher Rechtsmediziner, Neurologe und Psychiater.
Er war ein Schüler von Ferdinand Wiethold, der bis zu seinem Tod Direktor des Instituts für Rechtsmedizin (heute: Zentrum der Rechtsmedizin) der Johann Wolfgang Goethe-Universität Frankfurt am Main war.
Reinhard Redhardt vertrat im Institut für Rechtsmedizin der Johann Wolfgang Goethe-Universität die Forensische Psychiatrie bis zu seiner Emeritierung 1986 und gutachtete auch noch über diesen Zeitpunkt hinaus. Im gesamten Bezirk des Oberlandesgerichts Frankfurt am Main war er ein gefragter Gutachter auf seinem Fachgebiet. Redhardt untersuchte einen Teil der 1950/1951 in die Frankfurter Homosexuellenprozesse verwickelten  Strichjungen und fertigte über diese eine Studie an. Diese wird von einem Anhang begleitet, der individuelle biografische Skizzen zu einem Teil der Untersuchten enthält. So findet sich etwa unter dem Pseudonym „Klaus N.“ die Skizze zu Otto Blankenstein, dem berüchtigten Kronzeugen der Prozessserie. Die dort enthaltenen biographischen Angaben stellen eine wichtige Quelle zu dieser Persönlichkeit dar. Er war in zahlreichen überregional bekannt gewordenen staatsanwaltschaftlichen Ermittlungsverfahren und Prozessen involviert. Dazu gehörten unter anderem der Tod von Rosemarie Nitribitt (1957), an deren Obduktion er beteiligt war, und das Verfahren gegen Gudrun Ensslin, der späteren RAF-Terroristin, nach der Kaufhaus-Brandstiftungen am 2. April 1968 in Frankfurt. Andreas Baader wies eine Begutachtung zurück. Weiter hat Reinhard Redhardt den Mitarbeiter eines Möbelhauses in Kelkheim untersucht, der das Möbelhaus angezündet hatte, und den Brandstifter, der am 12. November 1987 die Oper Frankfurt in Brand setzte.

## Werke
- Klinische Erfahrungen mit der Krampfbehandlung an der Frankfurter Nervenklinik in 10 Jahren (1937-1946). Diss. Frankfurt 1950.
- Zur gleichgeschlechtlichen männlichen Prostitution. In: Studien zur Homosexualität = Beiträge zur Sexualforschung 5 (1954), S. 22–72.
- Prostitution bei weiblichen und männlichen Jugendlichen. In: Beiträge zur Sexualforschung. H. 45. Stuttgart 1968 (zusammen mit: Brigitte Reng).